# Schlesische Brücke
Die denkmalgeschützte Schlesische Brücke führt an der Berliner Oberschleuse am Kanalkilometer 10,2 über den Landwehrkanal zur Lohmühleninsel. Gemeinsam mit der benachbarten Oberen Freiarchenbrücke verbindet sie im Straßenzug Schlesische Straße – Vor dem Schlesischen Tor – Puschkinallee die Ortsteile Kreuzberg und Alt-Treptow. Die Schlesische Brücke ist die erste Straßenbrücke am Beginn der künstlichen Wasserstraße im Bereich Osthafen.

## Geschichte
Unter dem Namen Mahlbrücke, auch Brücke bei der Bartholdi-Meierei oder Kuhbrücke, bestand hier am ehemaligen Schlesischen Tor spätestens 1705 eine erste Brücke über den ehemaligen Landwehr-Schaf-Graben. 1852 erfolgte der Bau einer hölzernen Klappbrücke, weil der Graben zum Flößen von Holz verwendet wurde. Nachdem der Landwehrkanal befestigt und fertiggestellt und die Spree reguliert worden war, ließ die Berliner Verwaltung auch an dieser Stelle für die Straße nach Schlesien eine neue Brücke planen. Otto Stahn und F. Zander entwarfen eine Blechträgerkonstruktion als Balkenbrücke mit verziertem gusseisernen Geländer, die ab 1894 gebaut und 1896 eingeweiht werden konnte. In der Umgebung ließ eine Terraingesellschaft zeitgleich zahlreiche Wohnmietshäuser errichten.
Am Ende des Zweiten Weltkriegs war auch diese Brücke beschädigt und wurde erst 1954 instand gesetzt. Der Bau der Berliner Mauer im Jahr 1961 führte zu einer Sperrung der nun funktionslosen Kanalquerung. Das Bauwerk wurde allerdings aufgrund seiner relativ originalen Erhaltung in die Liste der Baudenkmale aufgenommen und konnte mit Mitteln aus der Denkmalstiftung 1987 baulich saniert werden.
Nach dem Fall der Mauer war die Schlesische Brücke eine der ersten wieder für den durchgängigen Straßenverkehr geöffneten Brücken.

## Konstruktives und Schmückendes

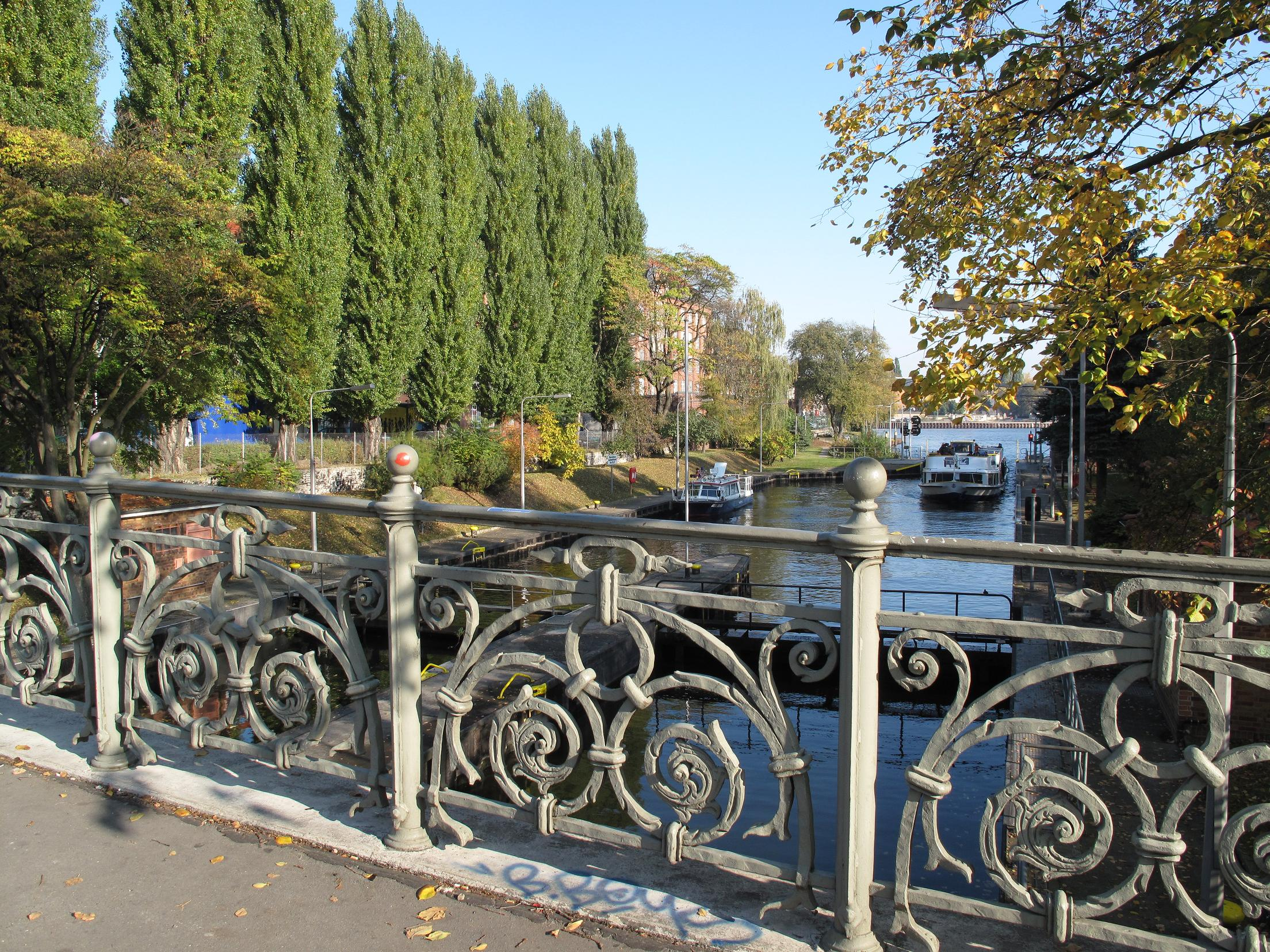
Geländer

Die 25 m breite Brücke ist unterteilt in eine 15 m breite Fahrbahn mit einem gesonderten Fahrradstreifen und je fünf Meter breite Fußwege. Das Geländer beidseits der Brücke ist mit geschmiedeten Rankenornamenten im Historismus verziert, das Mittelstück auf dem Brückenscheitel trägt den Namen der Brücke in Frakturschrift. Die tragende Konstruktion wird aus genieteten und parallel aufgelegten Blechträgern gebildet, die in der Kanalmitte auf einem Mauerpfeiler abgestützt sind und an den Kanalwänden auf gemauerten Widerlagern ruhen. Die achteckig aufgemauerten Brückenpfeiler laufen oberhalb der Brüstung in Spitztürmchen aus. Die Pfeiler unterhalb der Brücke und die benachbarten Uferwände sind mit roten Natursteinplatten verkleidet, während die oberen Mauerteile Putz tragen.

## In der Umgebung
Im Komplex Schlesische Straße, Heckmannufer und Taborstraße erstreckte sich in der Mitte des 19. Jahrhunderts die Kupferschmiedefabrik des Carl Justus Heckmann, nach dem später die Uferstraße benannt wurde. Dieses Uferstück mit erhaltenen Grünstreifen steht wie andere Uferabschnitte des Landwehrkanals in der Berliner Denkmalliste.
Drei historische Gewerbehöfe in der Schlesischen Straße 26, auch Industriehaus Schlesische Brücke genannt – Fabrikgebäude von Carl Lindström aus dem Jahr 1911 – Nummer 28 und Nummer 29 befinden sich in Richtung Stadtzentrum nicht weit ab von der Brücke. Ebenfalls sehenswert ist die Taborkirche hinter dem Heckmannufer in der Taborstraße. Auffällig ist noch die nahe an der Brücke befindliche Tankstelle, die 1928–1929 von Paul Schröder und Max Pohl zusammen mit einer Großgarage hier errichtet wurde und seit 1999 ein Café beherbergt.

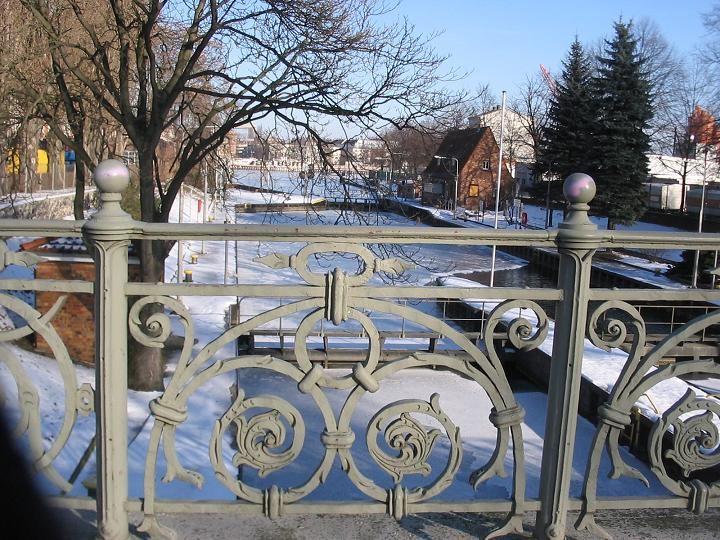
Blick von der Schlesischen Brücke über die Oberschleuse bei Eisgang, Januar 2006

Flussaufwärts schließt sich die Schleusenkammer der Oberschleuse an. Der Schleusenbetrieb erfolgte durch einen Schleusenwärter, der auch heute noch ein kleines Haus direkt an der Schleuse hat. Das größere zweistöckige rote Backsteingebäude neben der Brücke (Vor dem Schlesischen Tor 3) war die Hebestelle der Königlichen Wasserbauinspektion, hier mussten die Schiffer sowie die Reisenden auf den Straßen die Zölle entrichten.
Wie an vielen anderen Bauwerksflächen dienen die Brücken den Graffiti-Sprayern als meist heimliches Betätigungsfeld. Die Bezirksämter stellen hin und wieder Steuergelder zur Säuberung bereit, wie ein Beispiel aus dem Jahr 2005 mit einem Betrag von rund 500 Euro für die Schlesische Brücke zeigt.
Spektakulär war ein Grenzdurchbruch im Juni 1962 mit dem DDR-Fahrgastschiff Friedrich Wolf, das vom Osthafen startete und die Kreuzberger Seite im Bereich des Landwehrkanals trotz Beschusses erreichte.

## Die Schlesische Brücke in der Kunst
Die in Berlin lebende und arbeitende Künstlerin Carla Fioravanti stellte bis zum Jahr 2006 zahlreiche Brücken Berlins in ihren Arbeiten dar, darunter befindet sich auch eine 40 cm × 30 cm große Radierung Schlesische Brücke, von der im Jahr 2008 ein Blatt verkauft wurde.